# Khalid Al-Rashaid
Khalid Al-Rashaid (3 de agosto de 1974) é um ex-futebolista profissional saudita que atuava como meia.

## Carreira
Khalid Al-Rashaid fez parte do elenco da Seleção Saudita de Futebol nas Olimpíadas de 1996.